# Payzac (Ardèche)
Payzac település Franciaországban, Ardèche megyében. Lakosainak száma 539 fő (2022. január 1.). Payzac Les Assions, Chambonas, Faugères, Lablachère, Planzolles, Saint-Genest-de-Beauzon és Saint-Pierre-Saint-Jean községekkel határos.

## Népesség
A település népességének változása:
| Lakosok száma | 413  | 424  | 436  | 444  | 535  | 510  | 536  | 537  | 538  | 539  |
|               | 1968 | 1982 | 1990 | 2006 | 2013 | 2015 | 2017 | 2019 | 2020 | 2022 |